# Leganés (stacja kolejowa)
Leganés – stacja kolejowa w Leganés, we wspólnocie autonomicznej Madryt, w Hiszpanii. Znajdują się tu 3 perony.